# Manal Al Dowayan
Manal al Dowayan (in arabo منال الضويان‎? Manāl aḍ-Ḍawayān) (1973) è un'artista saudita nota per la sua installazione Suspended Together alla Home Ground Exhibition presso la Barjeel Art Foundation nel 2011.
Ha esposto le sue opere in diverse mostre tra cui il Soft PowerShow 2012 all'Alan Art Center di Riad, in Arabia Saudita, il Journey of Belonging del 2013, una mostra personale presso la Athr Gallery di Gedda, in Arabia Saudita, poi nel 2017 i "100 capolavori dell' Arte araba moderna e contemporanea" a Parigi, in Francia, oltre ad avere le sue opere esposte alla Biennale USA 2014 di Houston, alla P.3 2015: Prospect New Orleans USA Biennial Notes For Now e alla Biennale di Venezia nella mostra "Future of a Promise Exhibition". Il suo lavoro si estende su molti campi, dalla fotografia all'installazione e si concentra su un'analisi progressiva. Inoltre critica il ruolo delle donne nella società saudita.

## Biografia
Al Dowayan è nata nel 1973 a Dhahran, nella costa orientale dell'Arabia Saudita. Ha frequentato l'università, conseguendo un Master in Analisi e progettazione dei sistemi. Ha iniziato la sua carriera lavorando per una compagnia petrolifera prima di dedicarsi a tempo pieno all'arte nel 2010, con cui esamina principalmente le questioni personali e politiche relative ai diritti delle donne nel contesto delle leggi ultra conservatrici dell'Arabia Saudita che includono il divieto di viaggiare, guidare o pronunciare in pubblico il nome di una donna. Manal Al Dowayan Risiede a Londra, in Inghilterra, dove sta lavorando per il master in "Arte contemporanea nella sfera pubblica" presso il Royal College of Art di Londra.

### Fotografia
I primi lavori di Manal Al Dowayan utilizzavano principalmente la fotografia in bianco e nero, così come le immagini della sua collezione I AM, Drive-By Shootings e Nostalgia Carries Us. Per la collezione I Am del 2005 si è ispirata ad un discorso tenuto dal re Abd Allah dell'Arabia Saudita quando ha conquistato il trono saudita nel 2005, in cui ha sottolineato l'importanza della partecipazione delle donne alla costruzione e all'arricchimento della società saudita. La controversa dichiarazione è stata interpretata in molti modi dalla critica sia a favore che contro i diritti delle donne. Al Dowayan, dopo questa dichiarazione, ha cominciato a fotografare le donne a cui credeva che il re si riferisse, fotografando quindi ingegneri donne, madri e scienziate; il suo lavoro ha promosso la visibilità e l'importanza delle donne dell'Arabia Saudita. Le fotografie della collezione Drive-By Shootings (2011) mostrano le difficoltà che le artiste donne dell'Arabia Saudita affrontano quando la loro vita pubblica è fortemente limitata dal governo. In quanto donna, Al-Dowayan non poteva legalmente guidare, ma un uomo guidava la macchina mentre scattava fotografie dal sedile del passeggero del veicolo in movimento. Le immagini sfocate risultanti sottolineano che una donna non può neanche uscire dall'auto per realizzare la sua arte, ma è costretta a mantenere un comportamento adeguato al genere femminile.

### Installazioni

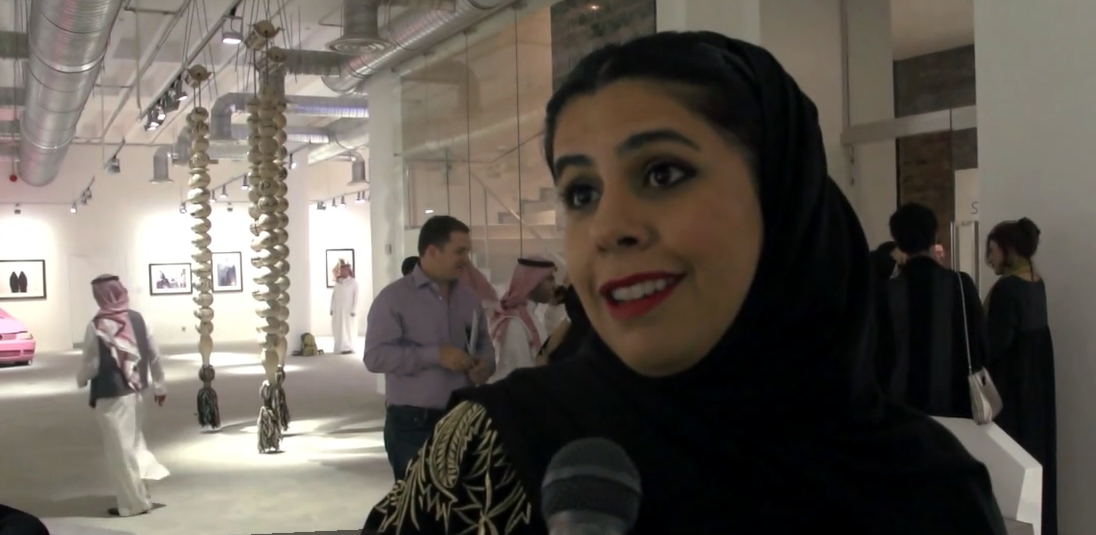
Manal Al Dowayan con la mostra Soft Power alle spalle

Nel 2012 l'installazione di Al Dowayan è stato presentato alla mostra di Edge of Arabia We Need to Talk a Jeddah, in Arabia Saudita. L'esposizione ha evidenziato la necessità di una riforma progressista in Arabia Saudita, come percepito dagli artisti. All'epoca era la mostra più grande e radicale degli artisti sauditi contemporanei, che correvano il rischio di contraccolpi politici per le loro espressioni artistiche dissidenti. L'opera di Al Dowayan Esmi My Name è composta da perle di legno "più grandi della vita" con i nomi delle donne dipinte su di esse, appese alla corda di lana tessuta dalle donne beduine. Gli arabi sauditi credono che pronunciare il nome di una donna in pubblico sia un tabù vergognoso o imbarazzante, gettando nell'oscurità le donne saudite e rimuovendo la loro identità unica, che secondo Al Dowayan "è profondamente legata a diversi elementi della personalità di un individuo e il nome di uno è parte integrante tra questi elementi, rendendo pubblici i nomi delle donne". Il lavoro di Al Dowayan cerca di mettere in discussione, cambiare il ruolo e il trattamento delle donne nella società saudita. rendendo pubblici i nomi delle donne". Il lavoro di Al Dowayan cerca di mettere in discussione, cambiare il ruolo e il trattamento delle donne nella società saudita.
Tra le opere più note di Al-Dowayan c'è Suspended Together (2011), un'installazione composta da 200 colombe bianche in vetroresina attaccate al soffitto. Su ogni colomba, simbolo tradizionale della libertà, ha riprodotto un documento di permesso di viaggio che tutte le donne saudite devono avere per viaggiare. Il certificato deve essere rilasciato dal tutore maschio designato, sia esso il padre, il fratello o il marito. I certificati che Al Dowayan scelse di riprodurre le furono inviati da alcune donne saudite. I certificati vanno dai sei mesi ai sessant'anni, elencando i diritti riservati delle donne. Al Dowayan descrive il pezzo: "In questa installazione di colombe, esploro il concetto di movimento sospeso. Molte donne di spicco saudite, meravigliose scienziate, educatrici, ingegneri, artiste e leader, hanno donato le loro carte per essere incluse in questa opera d'arte. Queste donne stanno aprendo nuove strade e stanno raggiungendo la loro società, ma quando si tratta di viaggiare sono ancora trattate "come uno stormo di colombe sospese". "

## Pubblicazioni
- Home Ground Arte contemporanea dalla Barjeel Art Foundation - Pubblicata in Canada nel 2015 dal Museo Aga Khan - ISBN 978-1-926473-05-5
- Color and Line - The Naqvi Collection - ISBN 978-9948-18-110-1
- "Hitting the Road (Driving)" - Di Manal AlDowayan - "The Forecast Issue: A View Beyond The Horizon", Numero 07, 2018 - Pubblicato da The Monocle Magazine .
- "I Am" - Di Manal AlDowayan,"Visual Research and Social Justice" il numero speciale di Studies in Social Justice Journal. Pubblicato nel dicembre 2017.
- Imperfect Chronology: Arab Art from the Modern to the Contemporary - Works from the Barjeel Foundation - A cura di Omar Kholeif con Candy Stobbs - Pubblicato da Whitechapel Gallery, Londra, Regno Unito, 2015 - ISBN 978-3-7913-5485-9
- Do It (in arabo) - A cura di Hans Ulrich Obrist e Hoor AlQassimi - Pubblicato dalla Sharjah Art Foundation nel 2016 - ISBN 978-9948-446-72-9[7]

## Premi
- Arab Women Awards per l'arte, nel 2014[8]
- Manal è stata inclusa nel "BBC 100 Women", un elenco di 100 donne stimolanti e influenti di tutto il mondo, nel 2019[9]